# European Multi-Stakeholder Forum on Corporate Social Responsibility
Das European Multi-Stakeholder Forum on Corporate Social Responsibility (auch: European Multi-Stakeholder Forum on CSR, CSR EMS Forum, kurz: EMS Forum, EU MSF oder nur EMSF) wurde 2002 gegründet und soll einen breiten gesellschaftlichen Rahmen zur Verwirklichung und Stärkung einer Corporate Social Responsibility (CSR) bieten.

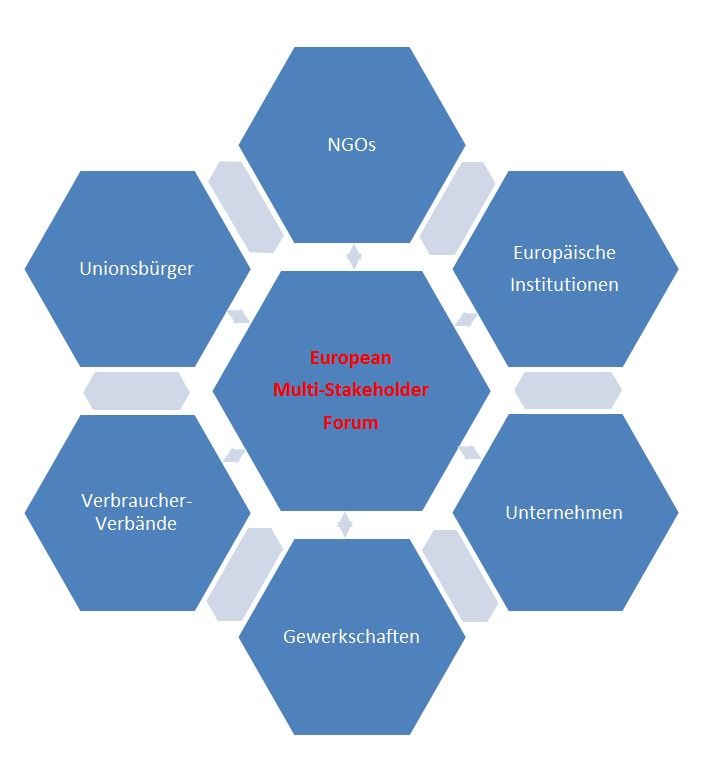
CSR EMS Forum – Funktionsübersicht

## Ziele
Das CSR EMS Forum soll einen institutionellen Rahmen für den Dialog zwischen europäischen Akteuren (europäische Ebene, Unternehmen, Gewerkschaften und NGO) über die Entwicklungen einer europäischen CSR bieten. Dazu soll die Europäische Kommission die Sitzungen des Forums etwa alle 2 Jahre veranstalten. Dabei sollen Innovationen vorgestellt, Annäherung zwischen den Beteiligten stattfinden und Entwicklungen bzw. Erfahrungen in existierenden CSR-Systemen ausgetauscht werden.

## Entwicklung
In dem im Jahr 2001 erschienenen Grünbuch Europäische Rahmenbedingungen für die soziale Verantwortung der Unternehmen der Europäischen Union, setzte die Europäische Kommission sich erstmals intensiv mit dem Thema auseinander. Am 16. Oktober 2002 kamen erstmals repräsentative europäische Arbeitgeberorganisationen, Gewerkschaften, Organisationen der Zivilgesellschaft und andere Wirtschaftsorganisation (im Rahmen des CSR EMS Forums) zusammen und diskutierten über die Möglichkeiten, um die Transparenz zu erhöhen und die Vereinheitlichung von Methoden und Werkzeugen der sozialen Verantwortung der Unternehmen voranzutreiben.
Das Forum hat 2004 einen Endbericht über die Tätigkeit 2002 bis 2004 verfasst und publiziert. Nach 2004 stockte die weitere Zusammenarbeit im Forum (siehe unten „Kritik“).
Eine 2006 geplante weitere Runde des CSR EMS Forum wurde vor allem von den NGOs boykottiert, weil deren Interessen zu wenig berücksichtigt worden seien. 2006 wurde von der Kommission auch eine „European Alliance for Corporate Social Responsibility“ gegründet, welches vor allem ein Netzwerk mit Unternehmensbeteiligung darstellt. Die Europäische Kommission hat die Entwicklung auch in andere Richtungen weiter getragen. In den Jahren 2011 bis 2014 wurde bzw. wird im Rahmen der Umsetzung der Corporate Social Responsibility (CSR)-Strategie 2011–2014 der Europäischen Kommission aufgezeigt, was erreicht wurde und was in der Zukunft noch zur Umsetzung bzw. darüber hinaus getan werden muss. Dabei wird auch die Funktion und Rolle der Europäischen Kommission bei der Umsetzung und Unterstützung aufgezeigt. Hierzu gibt es auch eine von der Europäischen Kommission gestartete öffentliche Konsultation mit dem Thema The European Commission’s strategy on CSR 2011–2014: achievements, shortcomings and future challenges, die bis zum 15. August 2014 Unionsbürger zur Diskussion und zu Beiträgen einlädt. Diese CSR-Strategie soll der verstärkten Umsetzung der Grundsätze der sozialen Verantwortung von Unternehmen in der Europäischen Union dienen. Die Konsultation umfasst acht Bereiche. Die Ergebnisse der Konsultation werden von der Europäischen Kommission in einem Bericht zusammengestellt. Diese Ergebnissen und die des Multi-Stakeholder Forums werden bis November 2014 ausgewertet und sodann die Grundlage für die CSR-Politik der Europäischen Kommission nach 2014 bilden.

## Mitglieder
Im CSR EMS Forum sind aktuell folgende Organisationen im Koordinationskomitee beteiligt:
- Europäischer Gewerkschaftsbund (ETUC)
- EUROCADRES
- Businesseurope
- European Association of Craft and SMEs (UEAPME)
- EUROCHAMBRES
- CSR Europe
- Cooperatives Europe
- Amnesty International
- Social Platform (nicht aktiv beteiligt)
- European Coalition for Corporate Justice
- Europäischer Verbraucherverband (BEUC – nicht aktiv beteiligt)
- European Sustainable Investment Forum (EUROSIF)
- European Savings Banks Group
- European Academy of Business in Society (EABIS)

Beobachter sind: Der Europäische Rat, das Europäische Parlament, der Ausschuss der Regionen, die Internationale Arbeitsorganisation (ILO), UNEP (United Nations Environment Programme), EUROSIF (European Sustainable and Responsible Investment Forum), EUA (European University Association).

## Kritik
Verschiedene NGOs sind mit der Vorgangsweise der Europäischen Kommission und der Arbeitsweise sowie den Ergebnissen des CSR EMS Forum nicht zufrieden und es wurde z. B. insbesondere der freiwillige Ansatz zur Implementierung von CSR kritisiert und den vagen Empfehlungen im Endbericht 2004. Das Europäische Parlament „hat sich 2011 mit großer Mehrheit gegen eine EU-Richtlinie zur Zwangs-Regulierung von CSR ausgesprochen“.